# Саша Безуханова
Саша Безуханова е българска публична личност – бизнесдама, ангел инвеститор и филантроп с 20-годишна успешна управленска кариера в Hewlett Packard (HP) и със значим принос за общественото развитие на България.
Тя е основател на MOVE.BG – платформа за устойчиви решения за развитие на обществото, икономиката и държавата чрез иновации и сътрудничество и председател на Борда на WWF за Централна и Източна Европа.
Саша Безуханова е инициатор на Коалиция „За зелен рестарт“ – мрежа за зелено развитие и политики, EDIT.BG – обединение за дигитално развитие на България, The ChangeMakers – милтудисциплинарна общност на новатори в бизнеса, екологията и изкуството.

## Биография
Безуханова е родена в Перник на 27 септември 1962 г. Завършва 19-о СОУ „Елин Пелин“, след което следва в Техническия университет в София. Дипломира се през 1985 г. като инженер в специалност „Електронна техника“. Завършва програмата по мениджмънт на ИНСЕАД.

### Професионален път
В периода от 1990 до 1994 г. Безуханова е директор на австрийската фирма за медицинска апаратура HELLImed. През 1995 г. става генерален директор на S&T България.
От 1998 г. в продължение на повече от десет години Безуханова е генерален директор на „Хюлет-Пакард“ България. През 2006 г. привлича инвестицията на „Хюлет-Пакард“ в Глобален център за отдалечени услуги в България, в който работят около 5000 души. В резултат „Хюлет-Пакард“ става най-голямата компания в ИТ сектора и сред петте най-големи работодатели в България. През 2008 г. Безуханова поема управлението на бизнеса на „Хюлет-Пакард“ за Централна и Източна Европа.

### Обществена дейност
През 2013 г. Безуханова напуска поста си в „Хюлет-Пакард“ и се посвещава на стартиралия същата година граждански проект MoveBG („България може“). Проектът е основан от Безуханова и нейни съмишленици и обявява за своя цел „създаването на дългосрочна обединяваща визия за устойчиво развитие на България, посредством широко експертно и гражданско участие“.
В различни периоди Безуханова е основател, съ-основател или член на управителния орган в различни организации, насочени към развитието на бизнеса, развитие на лидерски и предприемачески умения сред младите хора, мястото на жените в технологиите и др.

### В управителни съвети
- Председател на борда на WWF за Централна и Източна Европа (от 2019)
- Съосновател и председател на Борда на Български център за жените в технологиите (от 2012)
- Член на Управителния съвет на Европейски институт за иновации и технологии (2018 – 2020)
- Съосновател и член на Борда на центъра за устойчиви финанси и енергетика Green Finance and Energy Centre (2021)
- Съосновател и член на Борда на дигиталния иновационен хъб DigiTech 4.0 (от 2017)
- Член на Борда на Evrotrust Technology (от 2015)
- Член на Борда на Cupffee (от 2019)
- Председател и настоящ член на Борда на фондация „Клъстер информационни и комуникационни технологии“ (от 2005)
- Член на Почетния тръст на Международната награда на херцога на Единбург (от 2014)
- Съосновател и член на борда на Инициатива за социално овластяване (2015 – 2018)
- Член на борда на фондация BCause – в помощ на благотворителността (2011 – 2022)
- Председател на Консултативния съвет на Европейския център на жените в технологиите (2008 – 2019)
- Председател на Борда на Junior Achievement България (1999 – 2014)
- Председател на настоятелството на Технически университет (2009 – 2017)
- Член на Борда на Американски университет (2005 – 2009)
- Член на Консултативния съвет към Министерство на образованието (2009 – 2010)
- Член на Борда на фондация „Отворено общество“ (2004 – 2010)
- Член на Управителния съвет на „Сирма Груп Холдинг“ АД (Сирма) (2015 – 2020)
- Председател и заместник-председател на Конфедерацията на работодателите и индустриалците в България (КРИБ) (2007 – 2010)
- Президент наБългарска международна стопанска асоциация (БИБА) (2002 – 2006)
- Почетен председател и член на клъстер „Информационни и комуникационни технологии“ (ИКТ)

## Отличия и награди
Саша Безуханова е носител на редица престижни национални и европейски награди и отличия за нейния принос към общественото развитие.
- Сред отличените в New Europe 100 за 2015 г. Класацията е посветена на най-изявените иноватори в Централна и Източна Европа, които използват съвременните технологии, за да прокарват нови пътеки в областта на културата, политиката, бизнеса, науката или социалните дейности.
- Награда Digital Woman of Europe Award 2013 г.
- #4 в класацията на 100-те най-влиятелни жени в България за 2011 г.
- Международна награда за жени лидери LeaderShe през 2010 г.
- Награда за лидерство на Junior Achievement Europe през 2009 г.
- Приз „Лице на българския бизнес“ за 2006 г., определен от в. Financial Times
- Световен клуб на победителите на „Хюлет-Пакард“ (2006)
- Наградата за най-добра репутация и постижения в областта на корпоративното управление в България (2003)
- Награда за ИТ бизнес мениджър на годината (2002; 2001; 1996) на IDG България.
- Бизнес дама на десетилетието (1991 – 1999), определена от IDG България.
- Европейски клуб на победителите на „Хюлет-Пакард“ (1999)
- Най-добър млад мениджър в България на Фондация „Еврика“ (1997)
- Най-добър търговски мениджър за Централна и Източна Европа на HELLIGE (1993)
- През 2019 г. става лауреат, получавайки Ордена на Звездата на италианската солидарност за приноса ѝ в развитието на двустранните икономически отношения между България и Италия. Това отличие е едно от най-високите държавни отличия на Италия.
- През 2021 г. е удостоена с Рицарско звание на Ордена на дъбовата корона за заслугите ѝ като почетен консул на Люксембург в България, както и насърчаването от нейна страна на жените в ИТ индустрията и подкрепата ѝ за програмата за устойчиво зелено развитие.

## Почетно консулство
Саша Безуханова е почетен консул на Великото херцогство на Люксембург в България.

## Личен живот
Саша Безуханова е омъжена и има дъщеря.